# Puppeteer (videojuego)
Puppeteer es un videojuego de plataformas de 2013 desarrollado por Japan Studio para PlayStation 3 que narra la historia de un chico convertido en marioneta que trata de volver a conseguir su cabeza. Como todo juego único del estudio japonés, el juego es representado como si fuera una obra de teatro, muy del estilo de otros juegos como Mario Paper, en el cual los actos del protagonistas son narrados como si fuera un cuento infantil.

## Gameplay
Puppeteer es un videojuego de plataformas de desplazamiento lateral en el que el jugador controla al personaje Kutaro: un niño transformado en marioneta animada que es decapitado inmediatamente. A lo largo del juego, Kutaro obtiene diversas cabezas para reemplazar la suya, cada una de las cuales permite acceder a ciertas animaciones y hace referencia al entorno cercano. Si Kutaro recibe daño de un enemigo u obstáculo, pierde la cabeza. Si el jugador no la recupera en unos segundos, desaparece. Kutaro puede llevar hasta tres cabezas al mismo tiempo, y cuando pierde todas, reinicia desde el último punto de control. El jugador puede obtener una vida extra al recolectar 100 “Moonsparkles” en una sección del juego.
Durante gran parte de la historia, Kutaro está armado con un par de tijeras mágicas llamadas “Calibrus”, que le permiten cortar partes del escenario para acceder a zonas que de otro modo serían inaccesibles. Más adelante, adquiere los poderes de los Cuatro Campeones de la Luna:
- El escudo del Caballero, para defenderse y reflejar ataques;
- Las bombas del Ninja, para atacar enemigos y destruir obstáculos;
- El garfio del Pirata, para engancharse a enemigos y cambiar el entorno;
- La máscara y fuerza del Luchador, para embestir enemigos y mover objetos pesados.

El objetivo de Kutaro es reunir los fragmentos de la "Moonstone" que poseen los villanos del juego (eliminando su influencia del escenario), liberar las almas de niños como él que están atrapadas por figuras malignas, y salvar a una Diosa en apuros.
El juego se puede jugar en modo un jugador o dos jugadores. Si juegan dos personas, el segundo jugador controla al compañero de Kutaro (al principio, un gato fantasmal llamado “Ying-Yang”, y más tarde una criatura similar a un hada llamada “Pikarina”), quien puede examinar el escenario en busca de objetos interactivos, moonsparkles y nuevas cabezas para Kutaro. En el modo de un jugador, los dos sticks analógicos del mando controlan a ambos personajes.
El juego está presentado como una obra de teatro de marionetas frente a una audiencia, que reacciona animadamente con vítores y risas cuando se realizan acciones impresionantes. Se divide en siete "actos", cada uno compuesto por tres "telones". Cada telón tiene un número específico de cabezas para recolectar, almas para rescatar y una zona secreta para descubrir. Para lograr el 100% de completitud, el jugador debe volver a telones anteriores con nuevas cabezas para completarlos por completo.

## Argumento
La historia tiene lugar en un mundo cóncavo que representa la Luna de la Tierra, habitado por personajes de inspiración pseudo-folclórica. La primera mitad transcurre en el lado oscuro de la Luna, y la segunda en el lado que mira hacia la Tierra. El argumento parte de que la diosa de la Luna, gobernante de este mundo, fue derrocada por su subordinado, Pequeño Oso, cuando este se apoderó de la “Piedra Lunar Negra” y del set de tijeras mágicas “Calibrus”, proclamándose a sí mismo como el “Rey Oso Lunar”. A lo largo del juego, cada uno de sus doce generales (los animales del zodíaco chino) ha sumido una parte del mundo lunar en el caos, cada uno resguardando un fragmento de la “Piedra Lunar Blanca” de la Diosa.
El protagonista, Kutaro, es uno de los muchos niños cuyas almas fueron arrebatadas de la Tierra mientras dormían, transformados en marionetas de madera animadas para ser esclavizados en la fortaleza móvil del Rey, el Castillo Grizzlestein. Tras ser decapitado y su alma devorada por el Rey Oso Lunar, Kutaro es hallado en las mazmorras por el gato de la Diosa, Ying Yang, quien lo lleva ante su actual ama, la Bruja de la Luna Ezma Potts. Potts, que secretamente planea derrocar al Rey Oso Lunar, ordena a Kutaro infiltrarse en la sala del trono y apoderarse de las tijeras mágicas Calibrus. Esta arma permite a Kutaro disipar la magia del Rey y derrotar a sus marionetas, liberando así las almas atrapadas para que puedan volver a la Tierra. Cuando la Bruja exige las tijeras, estas se adhieren a Kutaro, y ella le permite usarlas para enfrentarse a los doce generales.
Durante la derrota del primero (el General Tigre), Kutaro rescata a Pikarina, la Princesa del Sol, que había sido capturada por el Rey Oso Lunar. Guiados por Potts, Kutaro y Pikarina viajan por los distintos reinos de la Luna para derrotar a cada general:
- El Bosque Lunar custodiado por Rata y Serpiente,
- El Mar de la Luz Lunar, patrullado por Cerdo y Oveja,
- Los Páramos Salvajes, pisoteados por Toro y Caballo,
- Villa Halloween, controlada por Perro y Mono,
- y la Tierra del Tiempo, conquistada por Conejo y Gallo, hasta enfrentarse finalmente contra el Dragón.

Cuando la Piedra Lunar Blanca es restaurada, Potts revela su verdadera identidad como la Diosa de la Luna al transformarse, pero es inmediatamente atrapada por el Rey Oso Lunar, y debe ser rescatada por Kutaro. Impulsado hacia allí por un cañón, Kutaro, junto con Pikarina, desactiva el Castillo Grizzlestein y reduce al Rey Oso Lunar a su forma original de Pequeño Oso, quien entrega la Piedra Lunar Negra a cambio de la amistad de Kutaro, y le devuelve su cabeza original.
Todos los doce generales son resucitados y convertidos del mal al bien; y Kutaro, acompañado por Calibrus y Ying Yang, regresa finalmente a la Tierra.

## Desarrollo
El 21 de julio de 2010, Sony registró la marca "Puppeteer". Se especuló en ese momento que podría tratarse de un videojuego que utilizaría la tecnología de PlayStation Move para controlar al personaje principal. Dos años más tarde, se confirmó que la marca estaba efectivamente relacionada con un videojuego, tras su anuncio oficial en la Gamescom de 2012.

En diciembre de 2012, Gavin Moore, director del videojuego, publicó una entrada en el Blog europeo de PlayStation, donde afirmaba que el juego estaba “tomando buena forma, se juega genial y se ve increíble”. Añadió:
“A partir de enero estaremos puliendo, refinando y añadiendo pequeños detalles extra, para que toda la experiencia sea algo fantástico y maravilloso que los fans de PlayStation se merecen. Estaré en Londres durante dos semanas grabando las voces en enero, luego pasaré por Budapest para las grabaciones de música, y después regresaré a Japón con todos mis maravillosos recursos para integrarlos con cariño en el juego. Esta es una de mis partes favoritas del desarrollo. Poner los assets finales en el juego realmente hace que todo encaje”.
También señaló que el juego se disfrutaba mejor en 3D que otros títulos, ya que la cámara no se mueve y su equipo utilizó un método de 3D que no provocaba pérdida de rendimiento ni disminución de la tasa de fotogramas.

## Recibimiento
Puppeteer recibe una gran cantidad de análisis positivos, con un 80% según el agregador de análisis metacritic.
A pesar de 